# Struktura organizacyjna 1 Armii Polskiej w ZSRR
Skład organizacyjny i stan osobowy 1 Armii Polskiej w ZSRR - rzutu bojowego ( na dzień 1 sierpnia 1944)
Wojska bojowe
Piechota:
- 1 Dywizja Piechoty
- 2 Dywizja Piechoty
- 3 Dywizja Piechoty
- 4 Dywizja Piechoty
- 1 Samodzielny Batalion Kobiecy im. Emilii Plater (1 bkob)
- 1 zmotoryzowany batalion rozpoznawczy (1 zbrozp)
- 1 kompania karna
- 2 kompania karna

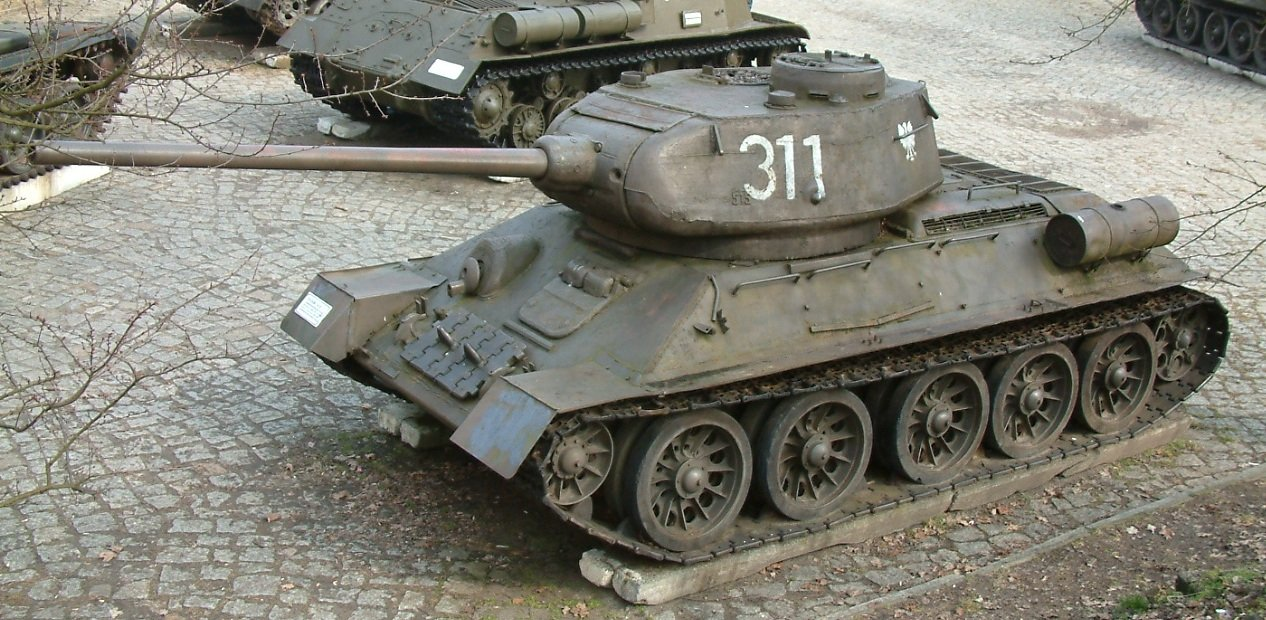
T-34/85

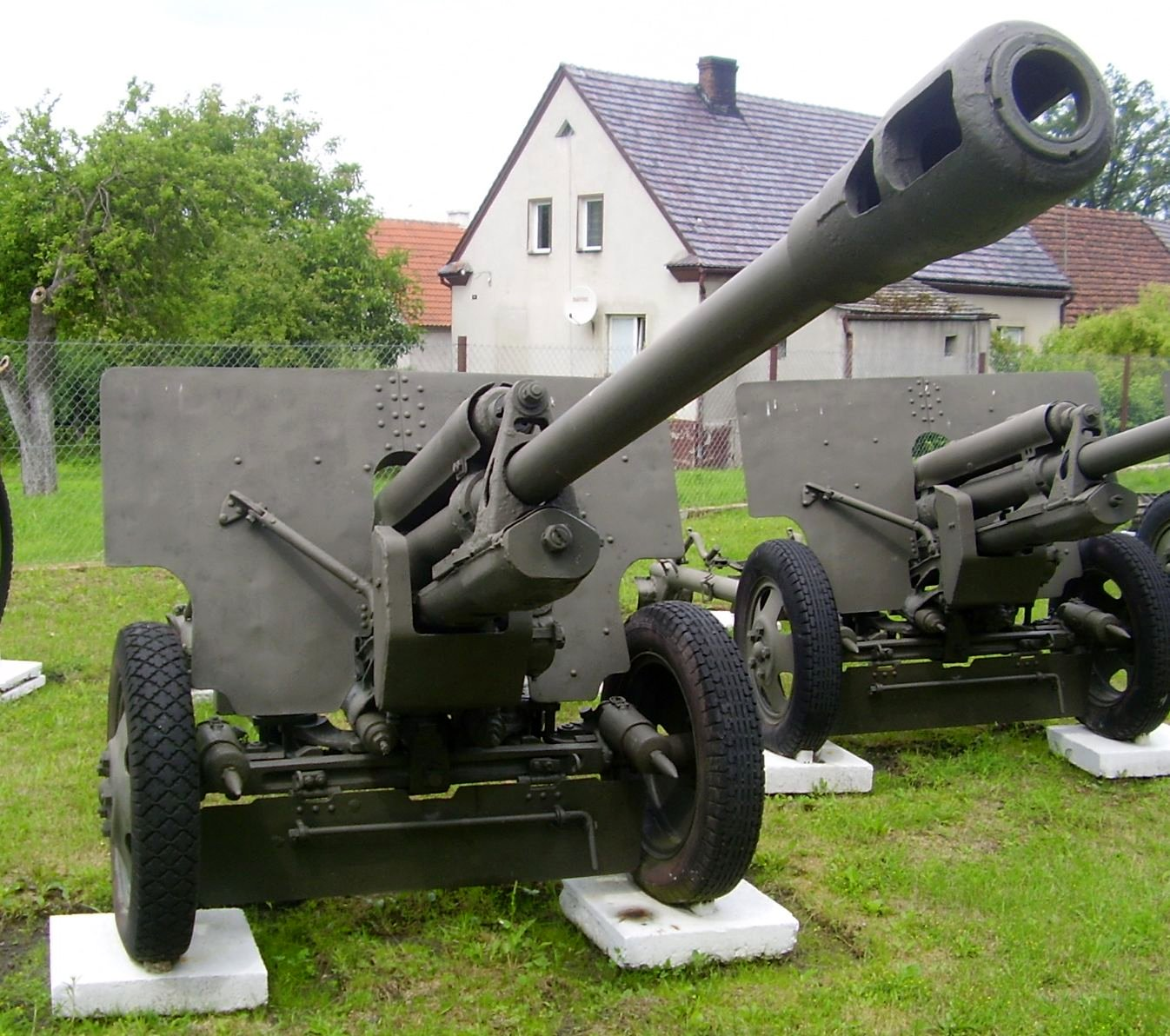
Lekka armata polowa ZIS-3

- dowództwo 1 Korpusu Armijnego (w początkowym stadium organizacji)
- dowództwo 2 Korpusu Armijnego (w początkowym stadium organizacji)
- 5 Dywizja Piechoty (w stadium organizacji)
- 6 Dywizja Piechoty (w stadium organizacji)

Wojska pancerne:
- 1 Drezdeński Korpus Pancerny (KPanc) (w stadium organizacji)
- 1 Warszawska Brygada Pancerna im. Bohaterów Westerplatte (BPanc)
- 13 pułk artylerii samochodowej (pancernej) (papanc)
- 7 samodzielny dywizjon artylerii samochodowej (pancernej) (sdapanc)

Artyleria:
- 1 Brygada Artylerii Armat (BAA)
- 2 Brygada Artylerii Haubic (BAH)
- 3 Brygada Artylerii Haubic (BAH)
- 4 Brygada Artylerii Przeciwpancernej (BAPpanc)
- 5 Brygada Artylerii Ciężkiej (BAC)
- 1 pułk moździerzy (pm)
- 5 dywizjon artyleryjskiego rozpoznania pomiarowego (darp)

Artyleria przeciwlotnicza:
- 1 Dywizja Artylerii Przeciwlotniczej (DAPlot)
- 1 dywizjon artylerii przeciwlotniczej (daplot)

Wojska zabezpieczenia bojowego
Chemiczne:
- 1 batalion obrony przeciwchemicznej (bopchem)
- 2 batalion miotaczy ognia (bmo)

Łączności:
- 1 pułk łączności (pł)
- 2 batalion łączności (bł)
- 6 kompania telegraficzno-budowlana (ktb)
- 5 kompania kablowo-tyczkowa (kkt)
- 7 kompania kablowo-tyczkowa
- 8 kompania kablowo-tyczkowa
- 11 kompania kablowo-tyczkowa
- 9 kompania telegraficzno-eksploatacyjna (ktlge)
- 10 kompania radiowa (krd)

Inżynieryjno - saperskie:
- 1 Warszawska Brygada Saperów (1 BSap)
- 6 zmotoryzowany batalion pontonowo-mostowy (zbpont-most)
- 7 zmotoryzowany batalion inżynieryjny (zbinż)

Samochodowe:
- 1 batalion samochodowy (bsam)
- 2 batalion samochodowy (bsam)
- 3 batalion samochodowy (bsam)

Drogowe:
- 1 batalion eksploatacji dróg (bed)
- 2 batalion budowy dróg (bbd)
- 3 batalion budowy mostów (bbm)

Taborowe:
- 1 kompania taborowa (ktab)
- 2 kompania taborowa (ktab)

Dowodzenia i obsługi dowództwa armii:
- 2 kompania ochrony (kochr)
- 5 kompania sztabowa (ksz)
- 1 bateria dowodzenia dowódcy artylerii armii (bdow)
- baza pocztowa
- poczta polowa 2974
- poczta polowa 2880

Jednostki tyłowe
- Służby zdrowia:
  - 1 polowy punkt ewakuacyjny (PEP)
  - 1 wysunięty oddział polowego ewakuacyjnego punktu (WOPEP)
  - 1 polowy chirurgiczny szpital ruchomy
  - 2 polowy chirurgiczny szpital ruchomy
  - 4 polowy chirurgiczny szpital ruchomy (ChPSzR)
  - 3 polowy szpital chorób wewnętrznych
  - 6 szpital lekko rannych (SzLr)
  - szpital garnizonowy nr 7 (SzGar)
  - 5 szpital chorób zakaźnych (ZPSzR)
  - l kompania pogotowia chirurgicznego (kpch)
  - 1 laboratorium patologiczno-anatomiczne (labpat)
  - 8 polowy skład medyczny (PSM)
  - 20 polowy skład medyczny (PSM)
  - 2 pralnia polowa
  - 3 pralnia polowa
  - 4 pralnia polowa
  - 7 łaźnia polowa
  - 8 łaźnia polowa
  - 9 łaźnia polowa
  - 10 łaźnia polowa
  - 4 kompania kąpielowo-dezynfekcyjna (kdez)
  - l oddział sanitarno-epidemiczny (ose)
  - 2 samochodowa kompania sanitarna (kss)
  - 3 konna kompania sanitarna (kks)
- Weterynaryjne:
  - 4 ewakuacyjny szpital weterynaryjny (ESzWet)
  - 3 polowy ambulans weterynaryjny (PAWet)
  - 3 garnizonowy szpital weterynaryjny (GSzWet)
  - 2 ruchome laboratorium weterynaryjne
  - 9 polowy skład weterynaryjny (PS Wet)
  - 27 polowy skład weterynaryjny
- Żywnościowe:
  - 1 zarząd polowej bazy armii (ZPBA)
  - 6 polowy skład żywnościowy
  - 13 polowy skład żywnościowy (PSŻ)
  - 5 piekarnia polowa
  - 6 piekarnia polowa
  - 1 punkt żywienia bydła rzeźnego
- Taborowo - mundurowe:
  - 7 polowy skład taborowo-mundurowy (PSMT)
  - 14 polowy skład taborowo-mundurowy
  - 6 polowy warsztat naprawy umundurowania (PWNU)
  - 8 polowy warsztat naprawy umundurowania
  - 7 polowy warsztat rymarski (PWRym)
  - Jednostki zdobyczy wojennej:
  - 2 batalion zdobyczy wojennej (bzdob)
  - 22 polowy skład zdobyczy wojennej (22 PSZdob)
- Materiałów pędnych i smarów:
  - 3 polowy skład materiałów pędnych i smarów (PSMPS)
  - 4 polowy skład materiałów pędnych i smarów
  - 2 warsztat naprawy tary (PWNtary)
- Artyleryjskie:
  - 2 polowy skład amunicji artyleryjskiej (PSArt)
  - 5 polowy skład amunicji artyleryjskiej
  - 19 polowy skład amunicji artyleryjskiej
  - 3 warsztat artyleryjski (WNart)
  - 4 warsztat artyleryjski
  - 1 warsztat naprawy traktorów (WNtrak)
- Łączności:
  - 1 polowy skład sprzętu łączności (SSŁ)
  - 16 polowy skład sprzętu łączności
  - l warsztat naprawy sprzętu łączności (WNŁ)
- Saperskie:
  - 12 polowy skład sprzętu saperskiego (PSSap)
  - 15 polowy skład sprzętu saperskiego
- Chemiczne:
  - 11 polowy skład chemiczny (PSCh)
  - 17 polowy skład chemiczny
- Samochodowe:
  - 10 polowy skład samochodowy (PS Sam)
  - 18 polowy skład samochodowy
  - l samodzielny batalion naprawy samochodów (sbnsam)
  - 9 polowa baza warsztatów samochodowych (PBRSam)
- Wojsk pancernych:
  - l kompania ewakuacyjna (ke)
  - 10 punkt zbiórki wozów uszkodzonych (PZWU)
  - 23 skład sprzętu pancernego (PS Panc)
  - 3 kompania obsługi bazy polowej
  - punkt przesyłkowy
- Pododdziały robocze:
  - l samodzielny batalion roboczy (sbr)
  - 2 samodzielny batalion roboczy
  - 3 samodzielny batalion roboczy
  - 4 samodzielny batalion roboczy
  - 5 samodzielny batalion roboczy
  - 6 samodzielny batalion roboczy

Jednostki zapasowe:
- 1 zapasowy pułk piechoty
- 2 zapasowy pułk piechoty
- 3 zapasowy pułk piechoty
- 4 zapasowy pułk piechoty
- 4 zapasowy pułk kawalerii (zpk)
- 3 szkolny pułk czołgów (szk pcz)
- 21 zapasowy pułk artylerii (zpa)
- 2 zapasowy pułk łączności (zpł)
- 2 zapasowy pułk inżynieryjno-saperski (zpinż-sap)
- samodzielny batalion rezerwy składu oficerskiego
- rezerwa oficerów polityczno-wychowawczych
- batalion ozdrowieńców - (bozdr)

Szkoły wojskowe
- Centrum Wyszkolenia Armii
- Centralna Szkoła Oficerska
- Wyższa Szkoła Oficerska
- kursy doskonalenia
- kursy chorążych
- szkoła oficerów polityczno-wychowawczych
- szkoła artyleryjska

Jednostki lotnicze
- 1 pułk lotnictwa myśliwskiego "Warszawa" (plm)
- 2 pułk lotnictwa bombowców nocnych "Kraków" (plbn)
- 103 eskadra lotnicza łączności

Instytucje polityczno-wychowawcze :
- redakcja gazety "Zwyciężymy"
- Dom Żołnierza
- zespół pieśni i tańca
- teatr armii
- czołówka filmowa.

## Dane liczbowe
Stan osobowy - etat/stan
- oficerowie - 15586 / 9705
- podoficerowie - 32204 / 18082
- szeregowi - 86181 / 79032
- podchorążowie - 2600 / 991
- Razem - 136571 / 107810

Wyposażenie:
czołgi - 96
- średnie - 71
- lekkie - 25

samochody pancerne - 38
działa pancerne - 21
samochody - 3247
- osobowe - 127
- ciężarowe - 2702
- specjalne - 418

inne środki transportowe
- traktory - 109
- ciągniki - 89
- motocykle - 167
- konie - 14062 / 4618

uzbrojenie
- haubice i armaty
  - 152 mm - 46
  - 122 mm - 206
  - 76 mm - 212
  - 45 mm - 151
- moździerze
  - 120 mm - 152
  - 82 mm - 416
- działa przeciwlotnicze
  - 76 mm - 20
  - 37 mm - 86
- karabiny - 60585 / 44959
- pistolety maszynowe - 27164
- ręczne karabiny maszynowe - 2249
- ciężkie karabiny maszynowe - 654
- wielkokalibrowe karabiny maszynowe - 79
- rusznice przeciwpancerne - 147